# Galgenberg

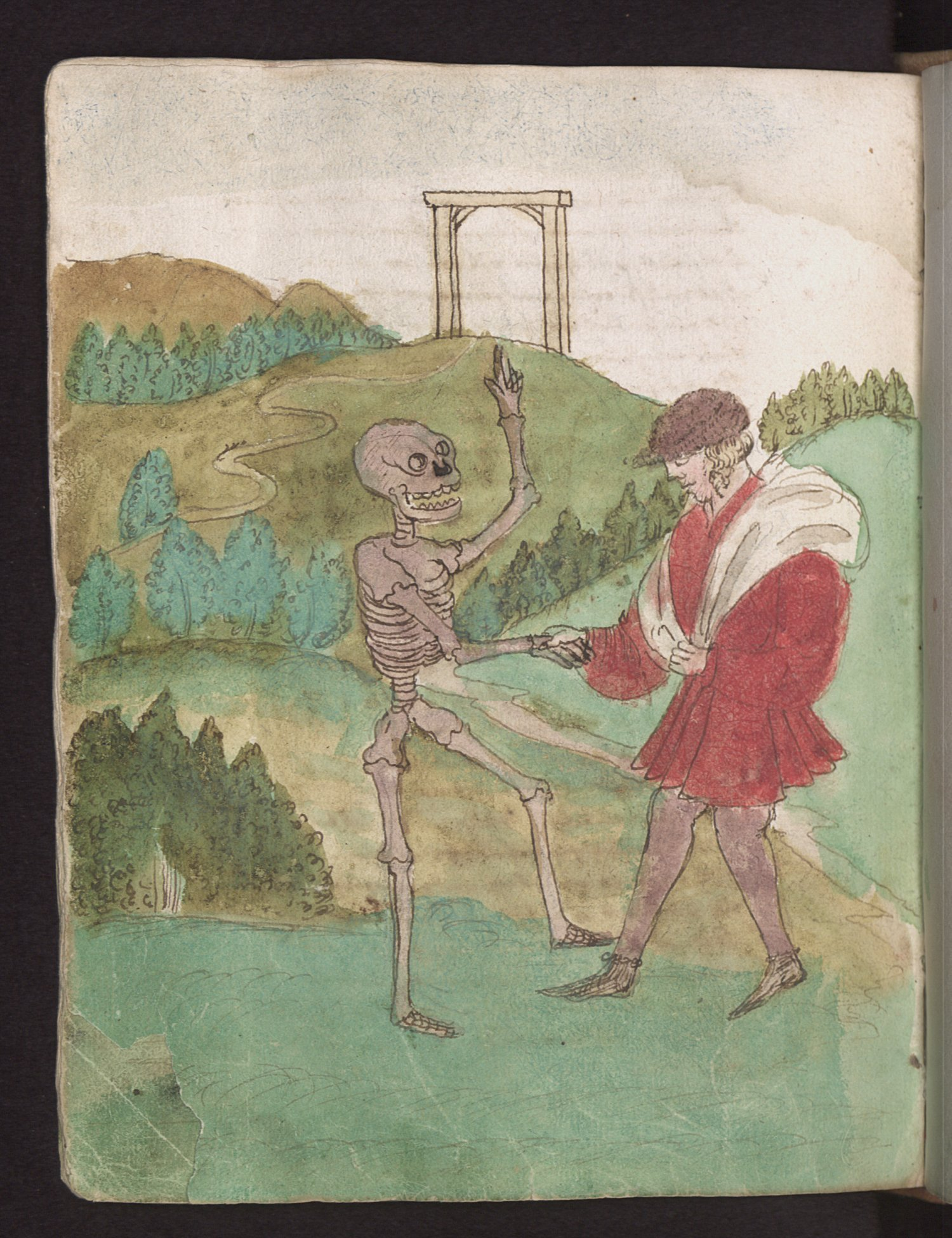
Galgenberg im Vergänglichkeitsbuch, um 1550

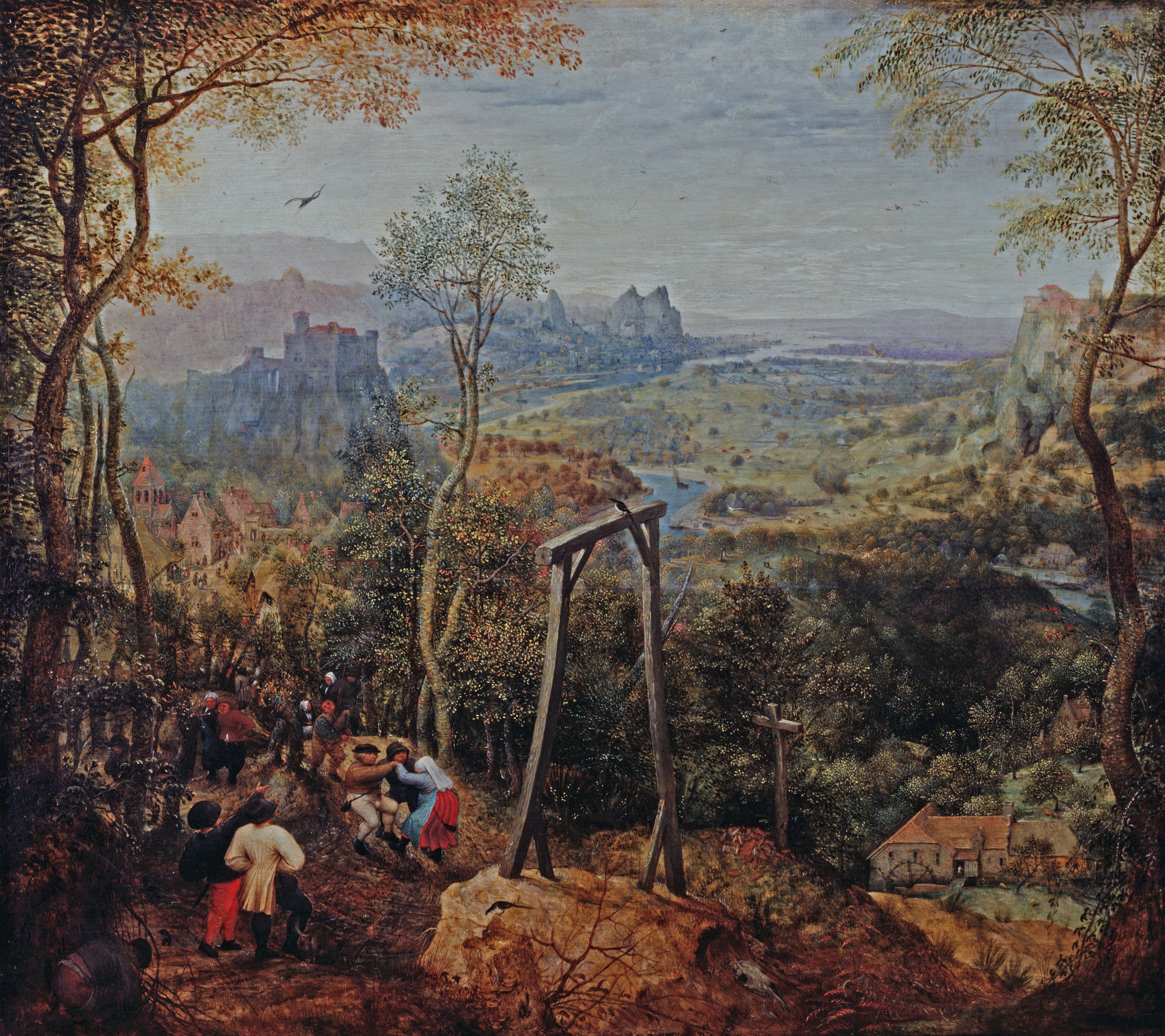
Die Elster auf dem Galgen, Gemälde von Pieter Brueghel der Ältere

Auf einem Galgenberg, auch Galgenbühl, Galgenhügel oder Galgenleite genannt, fanden im Mittelalter und in der Frühen Neuzeit öffentliche Hinrichtungen statt. 
Hunderte von Hügeln oder Bergen tragen im deutschen Sprachraum diese Bezeichnungen. Diese lagen meist an der Markungsgrenze von Orten mit eigener Blutgerichtsbarkeit und wurden zur Abschreckung gerne an stark frequentierten Wegen und Kreuzungen oder weithin sichtbar auf Hügeln platziert.

## Geschichte

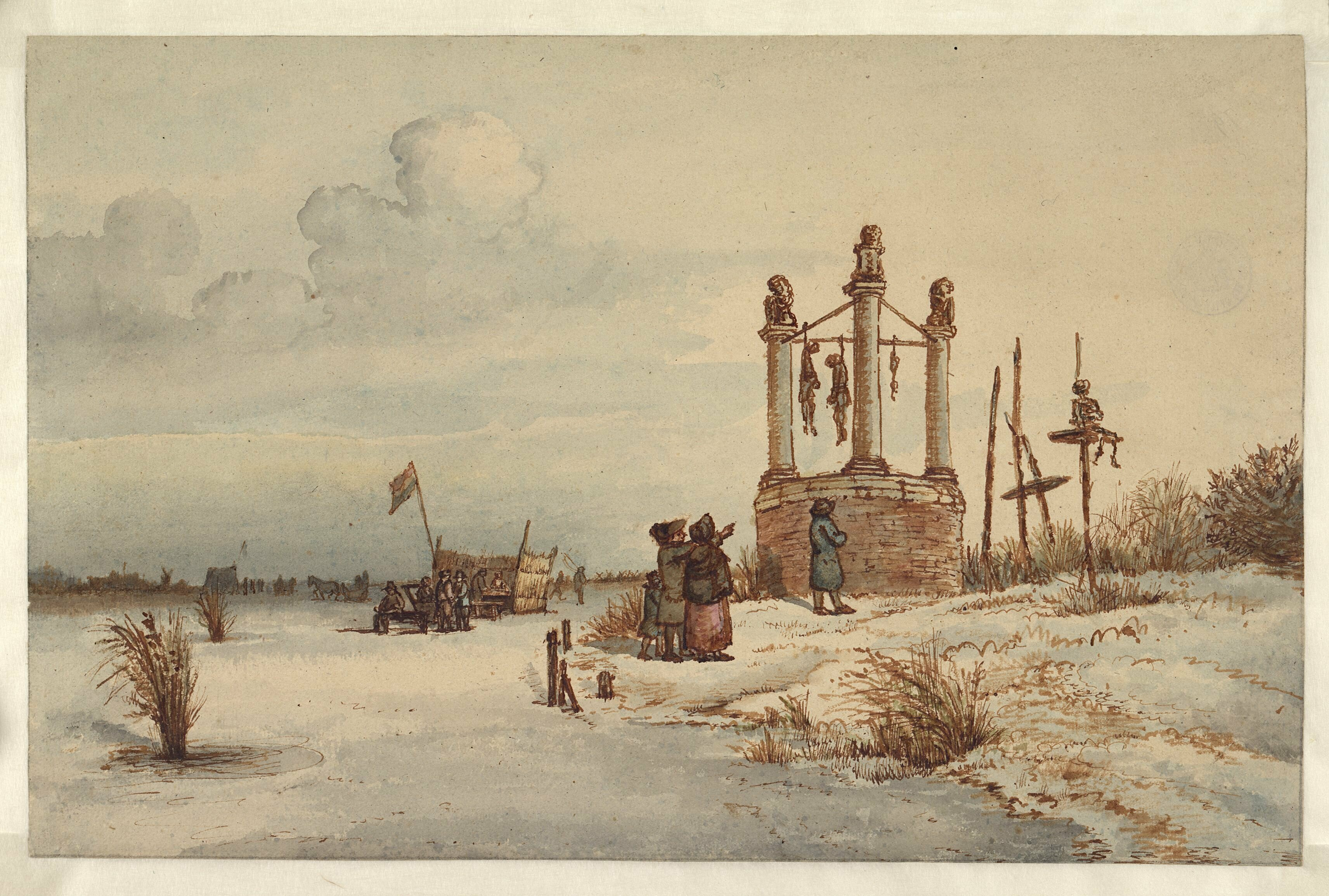
Galgenfeld bei Amsterdam, 1795

Richtstätten wurden mit dem Bau steinerner Galgen (Galgentürmen) ab dem 13. oder 14. Jahrhundert zu festen Örtlichkeiten. Sie lagen weithin sichtbar und meistens unmittelbar an der Gerichtsgrenze, so dass bei Eintritt in das Hoheitsgebiet der betreffenden Stadt oder Herrschaft jeder auf die abschreckenden Strafen dieser Region aufmerksam wurde. Der oftmals von einer Mauer umfasste Bereich war meistens zur Vollstreckung unterschiedlicher Arten der Todesstrafe mit Galgen, Rad und Pfahl ausgestattet. Je nach der Tradition des Gerichtsortes übte der gleiche Scharfrichter alle Exekutionen auf derselben oder auf unterschiedlichen Richtstätten aus.
Die Hingerichteten blieben oft lange Zeit am öffentlich zugänglichen Galgenberg sichtbar hängen und wurden der Verwesung, sowie den Hunden, Raben und der Witterung überlassen. Mit der Errichtung der Schafotte entstand analog die Bezeichnung Rabenstein für deren Fundamente.
Abgefallene Leichen wurden oft unter oder um den Galgen herum auf dem Galgenberg verscharrt. Es entstand die Bezeichnung Galgenacker für eine Hinrichtungsstätte, die von einem ungeweihten Gräberfeld umgeben ist. Ausgrabungen an Orten mit diesem Flurnamen bestätigten auch, dass die Richtstätten manchmal auch als Abdeckplätze für Tierkadaver dienten – ein wie die Scharfrichterei „unheiliger“, verfemter Beruf, dem aus hygienischen Gründen verbreitet nur außerhalb der Siedlungen nachgekommen werden durfte.

## Galgenberge

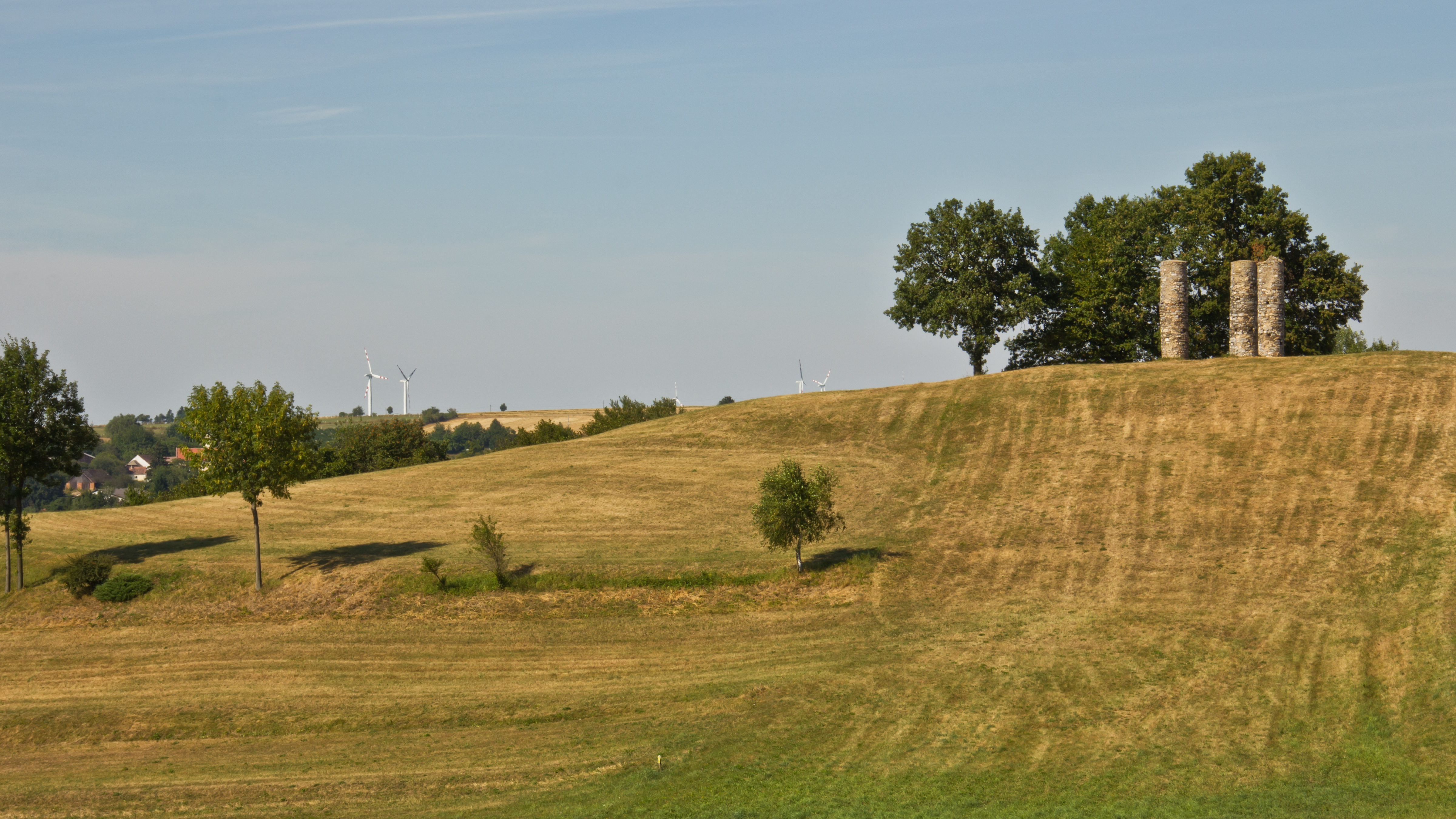
Reste von Galgen auf dem Galgenberg bei Messern in Österreich

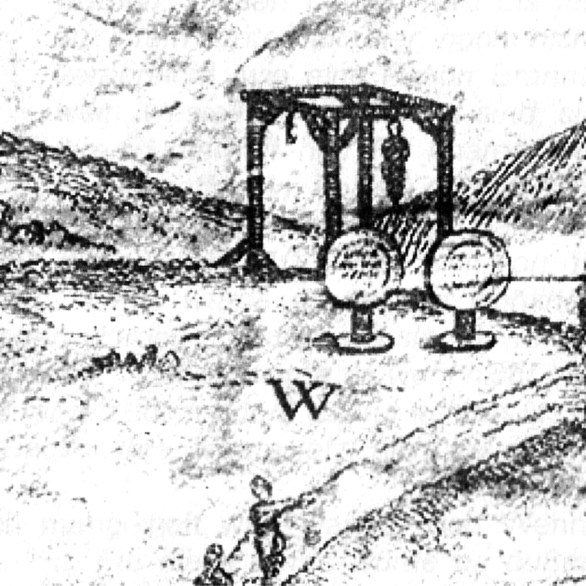
Galgenberg bei Hameln, um 1750

Es gibt unzählige Anhöhen im deutschen Sprachraum, die als Galgenberge bezeichnet werden. Einige von ihnen erhielten ihren Namen tatsächlich von historischen Richtplätzen, bei vielen anderen ist eine solche Herleitung nicht nachweisbar, und beruht oft auf einer willkürlichen Namensangleichung, zum Beispiel von Galberg oder ähnlich. (Viele kleinere Orte hatten nicht das Recht der Blutgerichtsbarkeit und konnten deshalb auch keine Hinrichtungsstätten haben.)
- Galgenberg in Werder (Havel), nach dem sich eine Gruppe um Christian Morgenstern Galgenbrüder nannte, und nach dem die Galgenlieder benannt
- Galgenberg bei Berlin am Wedding, historische Richtstätte der Stadt Berlin von 1752 bis 1839, dort fanden die letzten öffentlichen Hinrichtungen der Stadt statt
- Galgenberg (Weimar), hier wurde 1783 Johanna Catharina Höhn durch das Schwert hingerichtet. An dem Entscheidungsprozess war auch Goethe beteiligt. Der Fall hatte wesentliche Bedeutung für die Frage nach Fortbestand oder Abschaffung der Todesstrafe zunächst in Weimar, aber auch darüber hinaus.